# Shriners Gyermekkórház (Portland)
A Shriners Gyermekkórház az Amerikai Egyesült Államok Oregon államának Portland városában, az Oregoni Egészségtudományi Egyetem campusán működő nonprofit létesítmény. A 29 ágyas, ortopédia, ajakhasadás és szájpadlás-rendellenességek területére szakosodott intézmény a Shriners Gyermekkórházak hálózatának része.

## Története
A shrinerek 1921-ben jelentették be egy bénult gyermekek számára létesítendő kórház terveit. A Sandy és a 82. sugárutak csomópontjában álló négy hektáros telket 1922-ben vásárolták meg; az alapkőletétel 1922. június 9-én volt, az építkezés pedig 1923-ig tartott. A Shriner Bénult Gyermekek kórháza 1924. január 15-én nyílt meg; a járványos gyermekbénulás szövődményei miatt elsődleges szakterülete az ortopédia volt. A kórház finanszírozására 1948-tól középiskolai bowlmérkőzéseket (Oregon Shrine, majd Les Schwab) rendeztek; az Oregon East-West All Star Game-et ma is megtartják minden augusztusban Baker Cityben.
1978-ban bejelentették, hogy a létesítményt előnyösebb helyre, a Marquam-dombra költöztetik. A negyven ágyas, 6,5 millió dolláros becsült költségű intézmény ugyanezen évben megkapta az állami engedélyeket. Az 1980 augusztusában kezdődő építkezéskor a költségeket tízmillió dollárra, az átadás évét 1982-re becsülték. A 7489 négyzetméteres, 39 ágyas létesítmény végül húszmilliós költség mellett 1983 májusában nyílt meg. 1997-ben kutatóközponttal bővült, illetve felvette mai nevét.
2008 szeptemberében 70 milliós becsült költségek megkezdődött a parkoló fölé nyúló négyszintes épületszárny építése. A 2010 májusában átadott 6800 négyzetméteres bővítéssel az ágyak száma 29-re csökkent, mivel egyes betegszobákat priváttá alakítottak, illetve több helyet biztosítottak a járóbeteg-ellátásnak. 2014 júniusában a Bill és Melinda Gates Alapítvány a kutatóközpontot egymillió dollárral támogatta.

## Ellátások
A kórház Oregon, Idaho, Washington, Alaszka és Brit Columbia betegeit fogadja a család fizetőképességétől függetlenül. A 29 intézményben kórházban műtők, járóbeteg-ellátás, mozgáselemző központ, ortopédiai és protéziskészítési szolgáltatások, rehabilitációs szolgáltatások, szállás a családtagok részére, gyógyszertár, könyvtár és tantermek találhatók. 2013 első kilenc hónapjában 1908 betegnapon 589 műtétet végeztek és 8495 járóbeteget láttak el. Az intézmény ortopédiai és szájrendellenességekre specializálódott, de a reumatoid artritisz és égési sérültek utógondozása is lehetséges, emellett itt található a Shriners hat kutatóközpontjának egyike is.

## Fordítás
- Ez a szócikk részben vagy egészben  a   Shriners Hospital for Children (Portland) című angol Wikipédia-szócikk ezen változatának fordításán alapul.  Az eredeti cikk szerkesztőit annak laptörténete sorolja fel. Ez a jelzés csupán a megfogalmazás eredetét és a szerzői jogokat jelzi, nem szolgál a cikkben szereplő információk forrásmegjelöléseként.